# Новоселиця (Хмельницький район)
Новосе́лиця — село в Україні, у Миролюбненській сільській громаді Хмельницького району Хмельницької області. Населення становить 525 осіб. До 2020 орган місцевого самоврядування — Миролюбненська сільська рада.

## Географія
У селі річка Безіменна (Забара? Пустяк?) впадає у річку Ікву.
У першій половині XX ст. існував також хутір Забара.

## Відомі люди
У селі жила польська письменниця Софія Коссак-Щуцька. З тих часів залишила біографічну повість «Пожежа. Спогади з Волині 1917—1919».